# Julio Alak
Julio César Alak (Benito Juárez, 9 de enero de 1958) es un abogado y político argentino. Fue presidente de Aerolíneas Argentinas (2008-2009) y Ministro de Justicia y Derechos Humanos de la Nación Argentina (2009-2015), siendo quien más tiempo se  desempeñó en dicho cargo y ministro de Justicia y Derechos Humanos de la provincia de Buenos Aires entre 2019 y 2023. El 22 de octubre de 2023 fue electo por quinta vez como intendente del partido de La Plata, cargo en el que previamente se había desempeñado entre 1991 y 2007.

## Biografía
Julio Alak nació el 9 de enero de 1958 en Benito Juárez, provincia de Buenos Aires. Se recibió de bachiller en 1975 en el Colegio Nacional de su ciudad natal y luego viajó a La Plata para estudiar abogacía. Se recibió de procurador en 1981 en la facultad de Ciencias Jurídicas y Sociales de la Universidad Nacional de La Plata y un año después logró el título de abogado.
Además, ejerció y ejerce la docencia. Fue profesor adscrito de la cátedra de Historia Constitucional de la Universidad Católica de La Plata (UCALP) en 1982, y de Historia del Pensamiento Argentino en la facultad de Ciencias de la Educación, también de la UCALP, entre 1983 y 1984. En el período 1993-1995 dictó Derecho Público Provincial y Municipal en la facultad de Ciencias Jurídicas y Sociales de la Universidad Nacional de La Plata. 
En Tribunales Alak fue oficial del juzgado penal N.º 7 del Departamento Judicial La Plata y ejerció su profesión de abogado desde 1982. Entre 1984 y 1985, fue secretario de Gobierno de la municipalidad de Florencio Varela y asesor jurídico de la presidencia de la Cámara de Senadores de la Provincia entre 1985 y 1986.
Integra asimismo el consejo de Presidencia de la Asamblea Permanente por los Derechos Humanos (APDH). En materia partidaria, entre otros cargos, fue secretario general de la Juventud Peronista consejero provincial y secretario de Cultura del Partido Justicialista bonaerense.
Alak también fue ministro de Justicia de la UNASUR, presidente de la Federación Argentina de Municipios (FAM), delegado regional por el Cono Sur de la Organización Iberoaméricana de Cooperación Intermunicipal (OICI), y promotor del Código Procesal Federal.
Actualmente es profesor de Derecho Constitucional en la Facultad de Ciencias Jurídicas de la UNLP.
En 1991 y con sólo 33 años de edad, Alak le arrebató la intendencia de La Plata al radicalismo, que históricamente había dominado el bastión de la Capital provincial. Tras una exitosa gestión fue reelecto de manera consecutiva por el voto ciudadano en 1995, 1999 y 2003.
Fue referente del peronismo durante las presidencias de Carlos Menem, Eduardo Duhalde y de Néstor Kirchner. Siendo la candidata a presidente por el PJ, Cristina Fernández de Kirchner, oriunda de La Plata, Alak asumió protagonismo en la campaña nacional. Tras dejar la función pública el 10 de diciembre de 2007 dos meses y medio después, el 1 de marzo de 2008, fue convocado por la Presidenta para asumir como director en representación del Estado en Aerolíneas Argentinas. Y cuando en julio de 2008 el Estado se hizo cargo nuevamente de la aerolínea de bandera, Alak fue designado su gerente general. En esa gestión, signada por el saneamiento y la recuperación patrimonial de la compañía, logró avanzar con la compra de nuevos aviones Boeing.
Un año más tarde, el 8 de julio de 2009, fue designado ministro de Justicia y Derechos Humanos. Desde dicho cargó jugó un papel fundamental durante 2010 y 2011 en una necesaria e histórica depuración normativa, con la puesta en marcha del primer Digesto Jurídico que se realizó en el país. Así, de 32.204 leyes que comprendía el sistema legislativo, la mayoría de ellas sin uso, solo quedaron 3.134. Para concretarlo se analizó toda la legislación nacional dictada desde 1853, con el fin de depurar y ordenar las leyes y decretos vigentes. Con la colaboración de más de 200 profesionales abocados a la exhaustiva tarea desde 2005, se logró completar un proyecto de depuración y ordenamiento jurídico que se constituyó en el primero realizado en toda Latinoamérica. Con la puesta en marcha de la editorial del Sistema de Información Judicial (Infojus), se pudo además digitalizar y unificar en un solo portal unos 800.000 documentos jurídicos. Otro hito de la gestión fue el lanzamiento del Programa Federal de Colaboración y Asistencia para la Seguridad, con el que se puso a disposición de las jurisdicciones provinciales y de la Ciudad Autónoma de Buenos Aires una serie de herramientas y recursos para combatir el delito y la criminalidad, como asimismo generar ámbitos de coordinación y relación interjurisdiccional.
Convocó a la reconocida especialista Eva Giberti para trabajar en la redacción de la Ley contra la Trata de Personas, para conseguir que las víctimas sean partícipes activas del proceso y exijan al Estado la detención del violador.
Alak dio pleno impulso al Programa Nacional de Entrega Voluntaria de Armas de Fuego, que permitió a los ciudadanos la entrega anónima de armas -legales e ilegales- a cambio de un incentivo económico, con el fin de inutilizarlas y destruirlas a través de su fundición. En ese marco, la cantidad de armas de fuego que fueron sacadas de circulación entre 2003 y 2015 fue siete veces mayor a las destruidas durante todas las presidencias del período 1993-2002. Paralelamente se destruyeron también 1.175.896 municiones, lo que "ubica al país en líder mundial en materia de desarme de la población civil". Según Diego Fleitas, director de la Asociación de Políticas Públicas (APP) “el Gobierno tuvo una política más clara en el tema en comparación con los anteriores, que adoptaron acciones muy limitadas”. El reconocimiento a esa gestión llegó en 2013, cuando Argentina fue premiada por la Oficina de las Naciones Unidas para Asuntos de Desarme.
El 10 de diciembre de 2011 es confirmado en su cargo de ministro de Justicia y Derechos Humanos para el segundo mandato de la presidenta Cristina Fernández de Kirchner. En ese período Alak impulsó la reforma y unificación del Código Civil y Comercial, ambos redactado por Dalmacio Vélez Sársfield en 1869. A principios de 2011, se constituyó la "Comisión para la Elaboración del Proyecto de Ley de Reforma, Actualización y Unificación de los Códigos Civil y Comercial de la Nación", integrada por el presidente de la Corte Suprema de la Nación Argentina, Ricardo Lorenzetti, la vicepresidenta de ese cuerpo, Elena Highton de Nolasco, y la exintegrante de la Suprema Corte de Justicia de la provincia de Mendoza, Aída Kemelmajer de Carlucci. El 8 de agosto de 2012 se formó una comisión adjunta con miembros de ambas cámaras legislativas, para analizar la reforma y actualizar ambos códigos tras más de 140 años de vigencia. Así, el nuevo Código contempla 2.671 artículos. El trabajo se planteó con una clara inspiración inclusiva y federal, que permitió la realización de múltiples audiencias públicas en varias provincias con el fin de democratizar y ampliar el debate acerca de los cambios.
El 10 de diciembre de 2015 luego de la asunción de Mauricio Macri. como nuevo Presidente, cesó en el cargo y fue reemplazado por Germán Garavano, 
En diciembre de 2019, el flamante gobernador Axel Kicillof designó a Alak como ministro de Justicia y Derechos Humanos de la provincia de Buenos Aires, cargo que juró el 12 de diciembre. A un mes de asumir lanzó el plan “Mi escritura, mi casa”, un programa de regularización dominial que permitirá a miles de familias bonaerenses acceder de forma gratuita al título de propiedad de sus viviendas y ejercer además otros derechos, tales como la posibilidad de gestionar el trámite de protección a la vivienda, solicitar un crédito hipotecario para ampliación, heredar en sucesión, o presentar la propiedad como garantía mediante la escrituración gratuita, beneficiando en la primera parte del plan a más de 30 mil familias bonaerenses. En mayo de 2020 junto con la gobernación, anunció la construcción de 1.350 nuevas plazas penitenciarias, con una inversión de 800 millones de pesos en seguridad. En 2023 volvió a desempeñarse como intendente de La Plata después de 16 años, tras ser electo por quinta vez superando a Julio Garro quien buscaba la reelección por un tercer período. Tras el escrutinio definitivo Garro reconoció su derrota pero se negó a felicitar a Alak. En el ámbito público llevó a cabo una política de embellecimiento de los parques tradicionales de la ciudad y la inauguración de nuevos parques y plazas en la periferia 

#### Gabinete gubernamental
| Secretarios del Gobierno de Julio Alak                | Secretarios del Gobierno de Julio Alak | Secretarios del Gobierno de Julio Alak |
| Cartera                                               | Titular                                | Período                                |
| ----------------------------------------------------- | -------------------------------------- | -------------------------------------- |
| Asesor Legal                                          | Jorge Lescano Gorordo                  | 10 de diciembre de 2023 - actualidad   |
| Jefe de Gabinete                                      | Carlos Eduardo Boniccato               | 10 de diciembre de 2023 - actualidad   |
| Secretaría General                                    | Norberto Gómez                         | 10 de diciembre de 2023 - actualidad   |
| Secretaría Legal y Tecnica                            | Guillermo Federico Comadaria           | 10 de diciembre de 2023 - actualidad   |
| Secretaría de Gobierno                                | Guillermo Cara                         | 10 de diciembre de 2023 - actualidad   |
| Secretaría de Hacienda y Finanzas                     | Marcelo Darío Giampaoli                | 10 de diciembre de 2023 - actualidad   |
| Secretaría de Justicia                                | Marina Mongiardino                     | 10 de diciembre de 2023 - actualidad   |
| Secretaría de Planeamiento,Obras y Servicios Públicos | Sergio Resa                            | 10 de diciembre de 2023 - actualidad   |
| Secretaría de Salud                                   | Maria Soledad Fernández                | 10 de diciembre de 2023 - actualidad   |
| Secretaría de Educación                               | Paula Lambertini                       | 10 de diciembre de 2023 - actualidad   |
| Secretaría de Cultura                                 | Ana Amelia Negrete                     | 10 de diciembre de 2023 - actualidad   |
| Secretaría de Producción                              | Mercedes la Gioiosa                    | 10 de diciembre de 2023 - actualidad   |
| Secretaría de Desarrollo Social                       | Nicolás Carvalho                       | 10 de diciembre de 2023 - actualidad   |
| Secretaría de Control Urbano y Convivencia            | Víctor Hortel                          | 10 de diciembre de 2023 - actualidad   |
| Secretaría de Seguridad                               | Diego Mario Abel Pepe                  | 10 de diciembre de 2023 - actualidad   |
| Secretaría de Ambiente                                | Guillermo Martín Escudero              | 10 de diciembre de 2023 - actualidad   |
| Secretaría de Relaciones con la Comunidad             | Gastón Castagneto Herrán               | 10 de diciembre de 2023 - actualidad   |
| Secretaría de Coordinación Municipal                  | Luis Federico Arias                    | 10 de diciembre de 2023 - actualidad   |
| Secretaría de Economia Popular                        | Claudia Azucena Gallardo               | 10 de diciembre de 2023 - actualidad   |
| Secretaría de Modernización                           | Tómas Barbieri                         | 10 de diciembre de 2023 - actualidad   |
| Secretaría de Mujeres y Diversidad                    | Silvina Perugino                       | 10 de diciembre de 2023 - actualidad   |